# Brucea tenuifolia
Brucea tenuifolia är en bittervedsväxtart som beskrevs av A. Engler. Brucea tenuifolia ingår i släktet Brucea och familjen bittervedsväxter. Inga underarter finns listade i Catalogue of Life.